# Reza Ghasemi
Reza Ghasemi (in persiano ضا قاسمی‎; Esfahan, 24 luglio 1987) è un velocista iraniano.
Il suo primato personale sui 100 m è di 10"12, mentre quello sui 200 m è di 20"68, entrambi ottenuti durante la stagione 2015.

## Palmarès
| Anno | Manifestazione      | Sede     | Evento      | Risultato  | Prestazione | Note |
| ---- | ------------------- | -------- | ----------- | ---------- | ----------- | ---- |
| 2010 | Asiatici indoor     | Teheran  | 60 m piani  | Argento    | 6"67        |      |
| 2010 | Mondiali indoor     | Doha     | 60 m piani  | Semifinale | 6"80        |      |
| 2011 | Campionati asiatici | Kōbe     | 100 m piani | Semifinale | 10"64       |      |
| 2011 | Campionati asiatici | Kōbe     | 200 m piani | 7º         | 21"18       |      |
| 2011 | Universiadi         | Shenzhen | 100 m piani | Semifinale | 10"39       |      |
| 2011 | Universiadi         | Shenzhen | 200 m piani | 6º         | 20"88       |      |
| 2012 | Asiatici indoor     | Hangzhou | 60 m piani  | Oro        | 6"68        |      |
| 2012 | Mondiali indoor     | Istanbul | 60 m piani  | Semifinale | 6"79        |      |
| 2012 | Giochi olimpici     | Londra   | 100 m piani | Batteria   | 10"31       |      |
| 2013 | Campionati asiatici | Pune     | 100 m piani | 4º         | 10"37       |      |
| 2013 | Campionati asiatici | Pune     | 200 m piani | 4º         | 20"98       |      |
| 2013 | Mondiali            | Mosca    | 100 m piani | Batteria   | 10"46       |      |
| 2014 | Asiatici indoor     | Hangzhou | 60 m piani  | Bronzo     | 6"68        |      |
| 2014 | Asiatici indoor     | Hangzhou | 4×400 m     | 4º         | 3'13"55     |      |
| 2014 | Mondiali indoor     | Sopot    | 60 m piani  | Semifinale | 6"62        |      |
| 2014 | Giochi asiatici     | Incheon  | 100 m piani | 5º         | 10"25       |      |
| 2015 | Campionati asiatici | Wuhan    | 100 m piani | Bronzo     | 10"19       |      |
| 2015 | Campionati asiatici | Wuhan    | 200 m piani | 6º         | 21"08       |      |
| 2015 | Mondiali            | Pechino  | 100 m piani | Batteria   | 10"25       |      |
| 2016 | Asiatici indoor     | Doha     | 60 m piani  | Argento    | 6"66        |      |
| 2016 | Asiatici indoor     | Doha     | 4×400 m     | Argento    | 3'11"86     |      |
| 2016 | Giochi olimpici     | Brasile  | 100 m piani | Batteria   | 10"47       |      |
| 2018 | Asiatici indoor     | Teheran  | 60 m piani  | 4º         | 6"71        |      |